# Не йди (пісня Гайтани)
Не йди — пісня, виконана сумісно гуртом Скай та співачкою Гайтаною. Запис відбувався з Lavina music. Як радіосингл пісня з'явилася 2007 року. Також було представлено відеокліп.
У даній пісні перший куплет виконує Гайтана, а потім після приспіву до неї приєднується Олег Собчук.

## Відеокліп
Відео було представлене у першій половині 2007 року. Режисер: Іван Цюпка. Відео було відзняте у темряві, де Гайтана та Олег Собчук співають, а Олександр Грищук грає на гітарі.

## Учасники запису
- Олег Собчук — вокал
- Гайтана — вокал
- Олександр Грищук — гітара

## Текст пісні
```
Слова: Сергій Лазо, музика: Гайтана 

Як холодно без тебе, сумно як -
Заплаканії вікна.
З тобою бути мій таємний знак,
що жити без тебе ніяк не звикну.

Так холодно коли тебе нема -
без сонця не воскресну.
Бо в серці залишилася зима,
а над тобою теплі весни.

Не йди! Не йди! Не йди!..

Як холодно без тебе - все біда
Сльоза біжить по скроні.
Життя моє лилось немов вода
крізь наші дві розведені долоні

Не йди! Не йди! Не йди...
Не йди! не йди! не йди!..

Як холодно без, тебе сумно як
Заплаканії вікна
З тобою бути мій таємний знак,
що жити без тебе ніяк не звикну

Не йди! Не йди! Не йди від мене!..
Не йди! Не йди! Не йди!..
Не йди! Не йди! Не йди!..
Не йди! Не йди! Не йди!..
Не йди...

```